# Гвідон Дамазин
Гві́дон Дама́зин (пол. Gwidon Damazyn; 21 жовтня 1908, Бидгощ — 16 жовтня 1972, Варшава) — польський інженер-електрик, борець проти нацизму, ув'язнений у концтаборі Бухенвальд, член польської військової частини Міжнародної військової організації Бухенвальда. Встановив радіозв'язок з Третьою армією США перед повстанням у Бухенвальді.

## Біографія
Дамазин здобув освіту за фахом радіотехніка. Був радіоаматором-короткохвильовиком із позивним SP2BD.
Після початку Другої світової війни вступив до лав опору німецькій окупації. Був заарештований у 1940 році і відправлений до Варшавської в'язниці Павяк. У березні 1941 року його депортували до концтабору Бухенвальд, де він був членом бригади електриків. У Бухенвальді брав участь в опорі ув'язнених.
Використовуючи навички радіотехніка, зміг сконструювати короткохвильовий радіоприймач і невеликий генератор, які ретельно приховували під підлогою бараків. Використовуючи ці прилади, комітет опору ув'язнених зміг відстежувати просування армій союзників по всій Європі, що зміцнювало внутрішню стійкість ув'язнених.
4 квітня 1945 року 89-а піхотна дивізія США взяла під контроль табір Ордруф, що входив до комплексу Бухенвальда. 6 квітня нацисти почали евакуювати ув'язнених з тих частин табору, які залишалися під їхнім контролем. Опівдні 8 квітня Гвідон Дамазин встановив радіозв'язок з Третьою армією США. Він передав повідомлення азбукою Морзе англійською і німецькою, а ув'язнений росіянин Костянтин Іванович Леонов — російською. Повідомлення англійською:
| Ліві лапки | To the Allies. To the army of General Patton. This is the Buchenwald concentration camp. SOS. We request help. They want to evacuate us. The SS wants to destroy us. | Праві лапки |

(Союзникам. Армії генерала Паттона. Це концентраційний табір Бухенвальд. SOS. Ми просимо допомоги. Вони хочуть евакуювати нас. SS хоче нас знищити)
За кілька хвилин прийшла відповідь:
| Ліві лапки | KZ Bu. Hold out. Rushing to your aid. Staff of Third Army. | Праві лапки |

(Концтабір Бухенвальд. Тримайтеся. Поспішаємо вам на допомогу. Командування Третьої армії)
За словами Теофіла Вітека, одного з польських ув'язнених, який був свідком передачі, Дамазин втратив свідомість після отримання повідомлення.
Ця відповідь підштовхнула в'язнів табору до повстання. Ув'язнені перебили частину охорони і захопили оглядові вишки. У боротьбі вони використовували зброю, яку збирали з 1942 року. Американські війська прибули на підмогу повстанцям 11 квітня.
Після звільнення з концтабору Дамазин повернувся до Польщі, де працював інженером-електриком. 13 жовтня 1946 року був обраний членом правління Польської асоціації радіоаматорів (Polski Związek Krótkofalowców).